# Callicostella prabaktiana
Callicostella prabaktiana là một loài rêu trong họ Pilotrichaceae. Loài này được (Müll. Hal.) Bosch & Sande Lac. mô tả khoa học đầu tiên năm 1862.